# Sarah Rafferty
Sarah Gray Rafferty (ur. 6 grudnia 1972 w New Canaan) – amerykańska aktorka, występowała w roli Donny w serialu W garniturach.

## Filmografia
- Mambo Café (2000) jako Amy
- Speakeasy (2002) jako Nurse
- Wstrzasy (Tremors, serial, 2003) jako dr Casey Matthews
- Psi mistrz: Puchar Europy (Soccer Dog: European Cup, 2004) jako Cora Stone
- East Broadway (2006) jako Sydney
- Gdyby słońce było Bogiem (What If God Were the Sun?, film telewizyjny, 2007) jako Rachel
- Football Wives (film telewizyjny, 2007) jako Kelly Cooper
- Four Single Fathers (2009) jako Julia
- Small, Beautifully Moving Parts (2011) jako Emily
- W garniturach (Suits, serial, 2011–2019) jako Donna Paulsen
- Suits Webisodes (serial, 2012–2014) jako Donna Paulsen
- All Things Valentine (film telewizyjny, 2016) jako Avery
- Grey’s Anatomy: Chirurdzy (serial, 2020) jako Suzanne